# (175563) Amyrose
(175563) Amyrose est un astéroïde de la ceinture principale.

## Description
(175563) Amyrose est un astéroïde de la ceinture principale. Il fut découvert le 30 septembre 2006 à Apache Point par Andrew C. Becker. Il présente une orbite caractérisée par un demi-grand axe de 2,69 UA, une excentricité de 0,16 et une inclinaison de 15,6° par rapport à l'écliptique.

## Compléments